# Stary Cmentarz w Jarosławiu
Stary Cmentarz przy ulicy Cmentarnej założony w 1784 r., używany od 1785 r. Początkowo nieduży, kwadratowy plac, dwukrotnie powiększano w latach 1850 i 1890. Najstarsze zabytkowe nagrobki pochodzą z XIX wieku i charakteryzują się dużymi walorami artystycznymi. Klasycystyczną kaplicę cmentarną fundacji Franciszki Geneser - wdowy po poruczniku C.K. Komisji Ekonomicznej w Jarosławiu wybudowano w latach 1831–1832.

## Pochowani
- Powstańcy listopadowi i styczniowi[1]: Leon Czechowski, Feliks Jaworski, Stanisław Radwan Pragłowski.
- Władysław Opaliński
- Bronisław Fila
- Tadeusz Gunia
- Mieczysław Lisiński
- Walenty Jenke
- Anna Jenke (matka)
- Anna Jenke
- Stefan Stankiewicz
- Michał Antosiewicz
- Piotr Kuziak
- Jan Herman
- Waleria Sroczyńska
- Jan Herman"Janek"
- Adeline de Pielak Wapińska
- Bronisław Kochmański
- Józef Bieniasz
- Jan Gruszka
- Hanna Puzon
- Martyna Bartsch
- Maria Baczyńska
- Antoni Wierzbieniec
- Joachim Starosolski
- Adolf Alojzy Sudowicz
- Karol Zoltman
- Jan Rozwadowski
- Katarzyna Dymnicka
- Gustaw Adolf Weiss
- Aniela Rzewuska
- Anna Dietzius
- Henryk Pretorius
- Lidia Nartowska
- Andrzej Górski
- Wojciech Narowski
- Andrzej Tadeusz Mazurkiewicz
- Adam Tabor